# William Montagu-Douglas-Scott, 6:e hertig av Buccleuch
William Montagu-Douglas-Scott, 6:e hertig av Buccleuch, 8:e hertig av Queensberry, född på Montagu House, London den 9 september 1831, död den 5 november 1914, var en brittisk aristokrat som var son till Walter Montagu-Douglas-Scott, 5:e hertig av Buccleuch. 
Han var konservativ parlamentsledamot 1853–1868 och 1874–1880. Han tjänstgjorde som lordlöjtnant för Dumfriesshire mellan 1858 och 1914.

## Familj
Gift 1859 med lady Louisa Hamilton (1836-1912), dotter till James Hamilton, 1:e hertig av Abercorn, som han hade flera barn med:
- Walter Henry Montagu-Douglas-Scott, earl av Dalkeith (1861– dog i jaktolycka, Achnacarry Forest 18 september 1886)
- John Montagu-Douglas-Scott, 7:e hertig av Buccleuch (1864–1935); gift 1893 med lady Margaret Bridgeman (1872-1954)
- Lord George Montagu-Douglas-Scott (1866–1947); gift 1903 med Lady Elizabeth Manners (1878–1924)
- Lord Henry Montagu-Douglas-Scott (1868–1945)
- Lord Herbert Montagu-Douglas-Scott (1872–1944); gift 1905 med Marie Josephine Edwards (1882–1965)
- Lady Katharine Montagu-Douglas-Scott (1875–1951); gift 1899 med Thomas Walter Brand, 3:e Viscount Hampden (1869-1958)
- Lady Constance Anne Montagu-Douglas-Scott (1877–1970); gift 1908 med Hon Douglas Halyburton Cairns (1867-1936)
- Lord Francis Montagu-Douglas-Scott (1879–1952); gift 1915 med Lady Eileen Elliot (1884–1938)